# Marco Camargo
Marco Camargo (São Paulo, 13 de dezembro de 1959) é um produtor musical, cantor, compositor, jurado e apresentador de televisão brasileiro. Já produziu Ivete Sangalo, Xuxa, Tom Cavalcante, Sandy, Daniel, Ed Motta, Paulo Ricardo, Zeca Baleiro, Chico César e Roberto Carlos, trabalho pelo qual ganhou dois Grammys de Melhor Produtor. Também teve muitas de suas composições gravadas por vários artistas, como Zezé Di Camargo e Luciano, Xuxa, Ed Motta, Ivete Sangalo, Ronnie Von, Gian & Giovani, Alexandre Pires e Zeca Baleiro.
Atualmente na direção musical da Rede Record e da gravadora e produtora Captain Music, Marco Camargo atua na indústria fonográfica desde cedo. Nos anos 1980, foi cantor lançado pela Promoart. Foi jurado de todas as temporadas do programa Ídolos, na Record (de 2008 a 2012) e, por consequência, o jurado que permaneceu mais tempo na bancada do programa. De 2010 a 2012 apresentou o programa Entrevista Record Música na Record News, no lugar de Maria Cândida, que deixou a emissora.

## Programas
| Ano       | Título                   | Nota                |
| --------- | ------------------------ | ------------------- |
| 2008-2012 | Ídolos                   | Jurado              |
| 2010-2012 | Entrevista Record Música | Apresentador        |
| 2011      | Coral de Rua             | Apresentador        |
| 2012      | Tenores do Brasil        | Jurado/Apresentador |
| 2013      | Tirando Leite de Pedra   | Jurado              |